# Ivanivka, Mîkolaiiv
Ivanivka (în ucraineană Іванівка) este un sat în comuna Neceaiane din raionul Mîkolaiiv, regiunea Mîkolaiiv, Ucraina.

## Demografie
Componența lingvistică a localității Ivanivka
     Ucraineană (94,18%)
     Rusă (4,76%)
     Alte limbi (0,35%)
Conform recensământului din 2001, majoritatea populației localității Ivanivka era vorbitoare de ucraineană (94,18%), existând în minoritate și vorbitori de rusă (4,76%).